# 高野村 (埼玉県)
高野村（たかのむら）は、埼玉県北葛飾郡に存在した村。現在の杉戸町北部に位置する。

## 地理

### 河川
- 大落古利根川
- 葛西用水路
- 南側用水路
- 千石用水路
- 矢落堀
- 大膳堀

### その他
- 高野砂丘

## 歴史

### 村名の由来
旧4村のうち最も大きかった下高野村より。

### 沿革
- 1889年（明治22年）4月1日 - 町村制施行により、下高野村、茨島村、下野村、大島村が合併して発足。
- 1955年（昭和30年）2月11日 - 杉戸町・田宮村・堤郷村と合併し、改めて杉戸町が発足。同日高野村廃止。

## 交通

### 鉄道路線
東武日光線が村域内を通過しているが、駅は存在しなかった。杉戸高野台駅は1986年に開業。

### 道路
- 日光街道
- 日光御成街道

## 現在の町名
- 住居表示実施地区：高野台東一・二丁目、高野台西一 - 六丁目、高野台南一 - 五丁目
- 住居表示未実施地区：大字下高野、大字茨島、大字下野、大字大島

## 神社・寺・史蹟・祭典
- 八幡神社 (大字下野)
- 木々子神社 (大字下高野)